# Louis Harant
Louis Harant (n. 20 noiembrie 1895, Baltimore, America Britanică⁠(d), Regatul Marii Britanii – d. 2 iulie 1986, Vero Beach⁠(d), Florida, SUA) a fost un trăgător de tir ce a reprezentat Statele Unite ale Americii, medaliat olimpic. A participat la o ediție a Jocurilor Olimpice (1920) în care a câștigat o medalie de aur.

## Participări
Lista de mai jos prezintă principalele competiții la care a participat Louis Harant de-a lungul carierei.
- shooting at the 1920 Summer Olympics – men's 30 metre team military pistol[*]